# Ясенка (приток Стрыя)
Ясенка (укр. Ясінка) — река в Самборском районе Львовской области Украины. Правый приток Стрыя (бассейн Днепра).
Длина реки 11 км, площадь бассейна 29 км2. Типично горная река. Долина узкая и глубокая, во многих местах покрыта лесом. Русло слабоизвилистое, каменистое, со множеством перекатов и стремнин.
Берёт начало к югу от села Ясенка-Стецева, среди гор западной части Сколевских Бескид. Течёт преимущественно на северо-восток, местами на север. Впадает в Стрый на северной окраине села Ясеница.